# VG.33 (航空機)
VG.33は、フランスのアルスナル国営航空工廠 (Arsenal de l'aéronautique)によって開発され、第二次世界大戦で使用された戦闘機である。1938年初飛行した木製機VG.30を元に再設計した機体であり、フランス空軍からの発注によって200機の製作に取り掛かったが、対独休戦時までに完成したのは40機だけであり、さらに実際に空軍に引き渡されたのは5機に過ぎなかった。これらの機体が実戦に参加したかは不明である。休戦後はヴィシー政府空軍に引き渡された。その後も実戦では使用されること無く、ドイツ空軍によってテストされたあと生産ライン上にあった未完成の機体ともども廃棄された。

## 概要

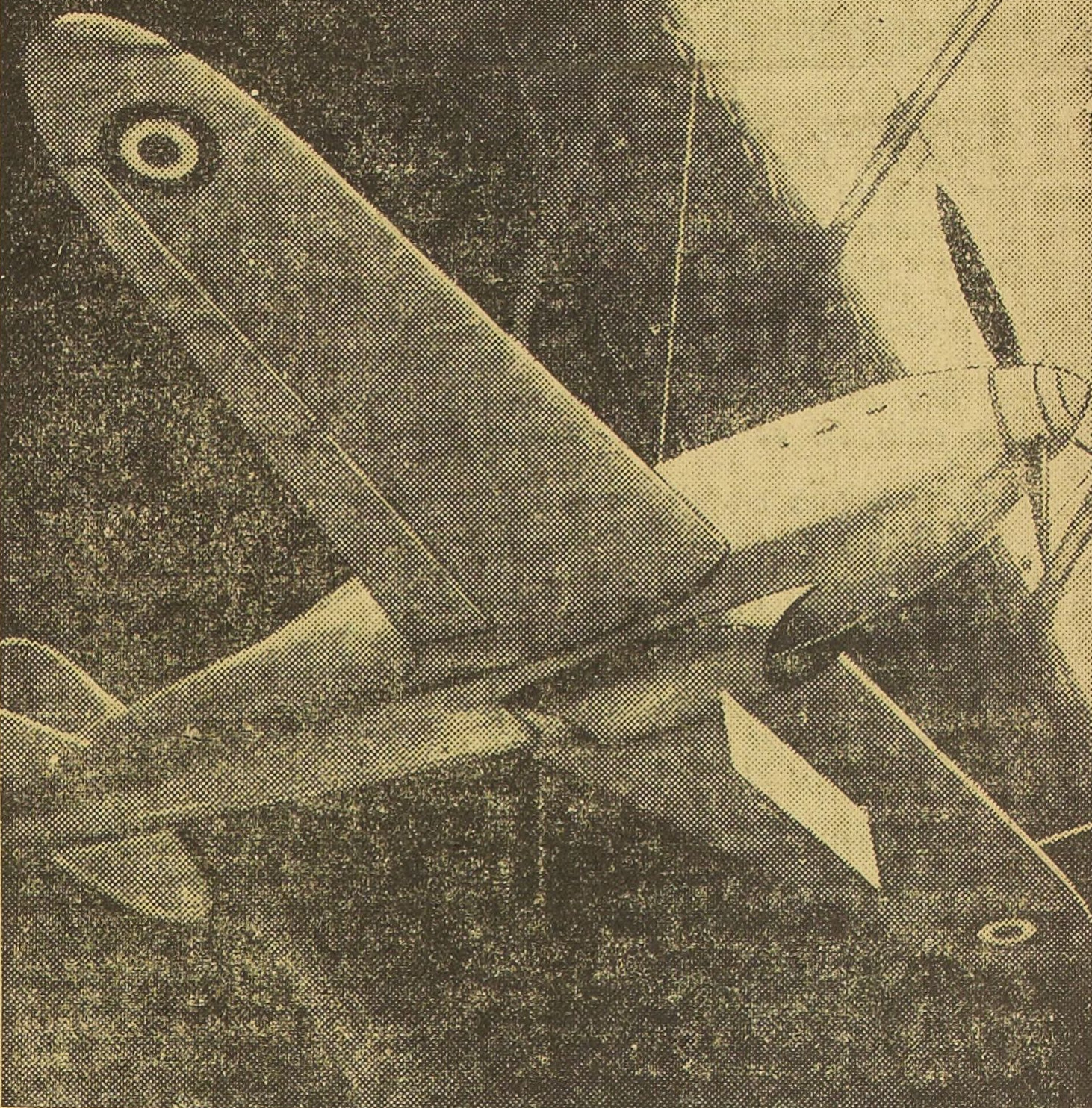
1938 年のパリ航空ショーでのアーセナル VG 30 のプロトタイプ。

1936年にフランスの軍需産業の国営化に伴って設立されたアルスナル国営航空工廠は、木製の軽戦闘機の開発に乗り出した。プロジェクトリーダーであるヴェルニス（Vernisse）氏と設計技術者のガルティエ（Gaultier）氏の頭文字から、この機体はVG.30と命名された。同機は1938年に初飛行したが、性能的に当時既に旧型機といわれたモラーヌ・ソルニエMS.406にも劣るものであった。エンジンに問題があると見た開発陣は、エンジンを変更した改良型であるVG.31を計画したが、提案のみで製作はされなかった。さらにエンジンを変更したVG.32も1機のみ製作された。同工廠では、空軍が定めたMS.406に代わる次期型戦闘機の開発指針に基づいてVG.30を再設計することとした。こうして開発されたのがVG.33である。同機は1939年4月に初飛行した。
VG.33はフランス機らしい流麗な外見を持つ機体であった。鋼管の骨組みに合板を張り合わせた構造で、全金属製モノコック構造が主流となりつつあるなかでは前時代的であったが、生産性に優れている特徴があった。エンジンはイスパノ・スイザ12Y-31型液冷エンジン(860hp)を採用。基本設計は旧式ながら、最高時速は558Km/hに達し、当時の戦闘機としては一級の数値を示した。武装はプロペラシャフト内蔵の20mm機関砲（モーターカノン）と7.5mm機銃を両翼に2丁ずつの計4丁を装備しており、これも戦間期～第二次世界大戦初期の主力戦闘機としては十分な武装である。
フランス空軍は試作機の完成を待たずに同工廠に200機の発注を行ったが、航空機の大量生産の経験とノウハウを持たない同工廠は生産の準備に手間取り、そのうちに第二次世界大戦が始まってしまった。そして40機が完成し、160機が生産途中のままの状況でフランスはドイツに降伏し、これらの機体が活躍する機会は失われてしまった。

## VG.39
ドイツによる占領の後も、同工廠では細々と機体の開発を続けた。様々なエンジンや機体の改修によるバリエーションが生まれたが、その中でもVG.33の性能を大幅に向上させるためにイスパノ・スイザ12Y-89エンジン(1,200hp)を搭載したタイプがVG.39である。20mm機関砲1門、7.5mm機銃6丁と武装も強化されていたが、これも1機が製作されたのみで量産は行われなかった。

## 仕様(VG.33)
- 乗員：1名
- 全長：8.55 m
- 全幅：10.80 m
- 全幅：3.31 m
- 空虚重量：2,050 kg
- 最大離陸重量： 2,655 kg
- エンジン：イスパノ・スイザ12Y-31液冷V型12気筒　860hp
- 最大速度：558 km/h
- 武装
  - 7.5mm MAC 1934 機銃×4
  - 20mm イスパノ・スイザ HS.404機関砲×1